# Vitali Galkov
Vitali Galkov (n. 26 mai 1939, Tambov, RSFS Rusă, URSS – d. 7 aprilie 1998) a fost un canoist ce a reprezentat URSS, medaliat olimpic. A participat la o ediție a Jocurilor Olimpice (1968) în care a câștigat o medalie de bronz.

## Participări
Lista de mai jos prezintă principalele competiții la care a participat Vitali Galkov de-a lungul carierei.
- canoeing at the 1968 Summer Olympics – men's C-1 1000 metres[*]